# Kvakovce
Kvakovce jsou obec na Slovensku v okrese Vranov nad Topľou ležící poblíž vodní nádrže Veľká Domaša. Žije zde 412 obyvatel.
První písemná zmínka o obci pochází z roku 1345. Nachází se zde římskokatolický kostel Ducha svatého.